# Dadiá
Dadiá, en grec moderne : Δαδιά, est un village du dème de Souflí, dans le nome de l'Évros, en Macédoine-Orientale-et-Thrace, Grèce.
La localité appartient au district municipal  Souflí. Selon le recensement de 2021, elle compte 403 habitants.
La localité est intégrée dans la zone périphérique du parc national de Dadiá-Lefkími-Souflí.